# Aura Seaways
L'Aura Seaways è un traghetto appartenente alla compagnia di navigazione danese DFDS.

## Servizio
Varato il 31 agosto 2020 nel cantiere navale Guangzhou Shipyard International di Guangzhou con il nome di Aura Seaways e consegnato il 9 dicembre 2021 alla DFDS, salpa il 20 dicembre da Guangzhou per Klaipėda, dove giunge il 17 gennaio successivo.
Il 23 gennaio 2021 prende servizio nei collegamenti tra Klaipėda e Karlshamn.
Il 5 settembre 2023 prende servizio nei collegamenti tra Klaipėda e Kiel, dove opera tutt'oggi.
Nel giugno del 2025 si scambia con il gemello Luna Seaways e viene trasferito nei collegamenti tra Klaipėda e Karlshamn.

## Navi gemelle
- Luna Seaways